# Fábio Noronha
Fábio Noronha de Oliveira,[carece de fontes?] mais conhecido apenas como Fábio Noronha (Rio de Janeiro, 12 de outubro de 1975), é um futebolista e ex-vereador brasileiro, ex-goleiro de Flamengo e Fluminense. Atualmente, joga pela equipe de showbol do Fluminense.

## Carreira

### Flamengo
Revelado nas divisões de base do Flamengo, o nome de Fábio Noronha surgiu na Gávea em meados de 1994 e trazia consigo a promessa de mais um grande goleiro para o futebol brasileiro. Contudo, o goleiro acabou não emplacando no Rubro-negro e, por três anos consecutivos, amargou na reserva de Roger e Zé Carlos.

### Fluminense
Em 1997, deixou o Flamengo e foi para o Fluminense.

### Ankaraspor e América do Rio
Fábio Noronha teve ainda uma passagem pelo futebol turco, onde defendeu o Ankaraspor e, em 2006, integrou o elenco do América-RJ, clube pelo qual jogaria novamente em 2007.

### Hong Kong e América de Teófilo Otoni
Fábio Noronha também teve duas passagens pelo futebol de Hong Kong — onde era conhecido apenas por Oliveira (em chinês: 奧利華拉) — e, logo depois, retornou ao futebol brasileiro, desta vez para o América de Teófilo Otoni, para a disputa do Campeonato Mineiro de Futebol. Noronha, até então ídolo da torcida do clube mineiro,  consolidou-se mais ainda, com a defesa de um pênalti em partida válida pela 9ª Rodada do Estadual de 2012, em partida entre América e Nacional de Nova Serrana. Aos 48 minutos do segundo tempo, Éder cobrou a penalidade máxima, mas Noronha conseguiu defender, fechando o jogo em 3 x 2 para o América.

### Regresso ao América carioca
Desde janeiro de 2013, Fábio Noronha está em sua terceira passagem pelo tradicional América do Rio de Janeiro, que, atualmente, disputa a Série B do Estadual.

## Títulos
Seleção Brasileira Sub-17
- Campeonato Sul-Americano Sub-17: 1991[1]

Seleção Brasileira Sub-20
- Campeonato Sul-Americano Sub-20: 1992 e 1995
- Campeonato Mundial Sub-20: 1993

Flamengo
- Torneio Internacional de Kuala Lumpur: 1994
- Taça Guanabara: 1995 e 1996
- Taça Rio: 1996
- Campeonato Carioca: 1996
- Copa Ouro: 1996

Fluminense
- Campeonato Brasileiro - Série C: 1999[1]

Gama
- Campeonato Brasiliense: 2001

Atlético-GO
- Campeonato Goiano: 2007

Happy Valley
- Torneio do Ano Novo Chinês: 2007[1]

TSW Pegasus
- Hong Kong Senior Challenge Shield: 2008–09

América de Teófilo Otoni
- Campeonato Mineiro do Interior: 2011

## Campanhas de destaque[1]
Seleção Brasileira Sub-20
- Campeonato Mundial Sub-20: 1995 (vice-campeão)

America-RJ
- Taça Guanabara: 2006 (vice-campeão)
- Campeonato Carioca: 2006 (3º colocado)

## Vida pessoal

### Carreira política[1]
No ano de 2012, Fábio Noronha candidatou-se à vereador da cidade mineira de Teófilo Otoni, pelo PTB.

### Prisão por agressão
No dia 14 de julho de 2012, Fábio foi preso por agredir a mulher, que estava grávida, em Minas Gerais, onde estava com a família. O América de Teófilo Otoni dispensou o atleta após o ocorrido.